# Chelsea (Maine)
Chelsea ist eine Town im Kennebec County des Bundesstaates Maine in den Vereinigten Staaten. Im Jahr 2020 lebten dort 2778 Einwohner in 1168 Haushalten auf einer Fläche von 51,75 km².

## Geografie
Nach dem United States Census Bureau hat Chelsea eine Gesamtfläche von 51,75 km², von denen 50,61 km² Land sind und 1,14 km² aus Gewässern bestehen.

### Geografische Lage
Chelsea liegt am Kennebec River, im Süden des Kennebec Countys. Der Kennebec River bildet die westliche Begrenzung von Chelsea. Es gibt mehrere kleinere Seen in der City, der größte ist der Tinkham Pond im Westen der Town. Die Oberfläche ist eben, ohne nennenswerte Erhebungen.

### Nachbargemeinden
Alle Entfernungen sind als Luftlinien zwischen den offiziellen Koordinaten der Orte aus der Volkszählung 2010 angegeben.
- Norden: Augusta, 2,9 km
- Osten: Whitefield, Lincoln County, 12,1 km
- Süden: Pittston, 4,1 km
- Südwesten: Farmingdale, 11,3 km
- Nordwesten: Hallowell, 10,3 km

### Stadtgliederung
In Chelsea gibt es mehrere Siedlungsgebiete: Chelsea, Powers, Togus, Togus Spring.

### Klima
Die mittlere Durchschnittstemperatur in Chelsea liegt zwischen −7,2 °C (19° Fahrenheit) im Januar und 20,6 °C (69° Fahrenheit) im Juli. Damit ist der Ort gegenüber dem langjährigen Mittel der USA um etwa 6 Grad kühler. Die Schneefälle zwischen Oktober und Mai liegen mit bis zu zweieinhalb Metern mehr als doppelt so hoch wie die mittlere Schneehöhe in den USA; die tägliche Sonnenscheindauer liegt am unteren Rand des Wertespektrums der USA.

## Geschichte
Chelsea wurde am 1. März 1851 als eigenständige Town organisiert. Zuvor gehörte Chelsea zu Hallowell. Im Jahr 1855 gab Chelsea Land an Pittston ab. Chelsea wurde nach Chelsea in Massachusetts benannt.
In Togus, einem Gebiet in Chelsea, befindet sich das erste Krankenhaus für Veteranen der Vereinigten Staaten. Es wird betrieben vom Kriegsveteranenministerium der Vereinigten Staaten. Im Jahr 1865 unterschrieb Präsident Abraham Lincoln einen Vertrag, mit dem ein Asyl für verwundete oder behinderte Soldaten des Sezessionskrieges geschaffen wurde. Das erste Haus, welches dazu diente, war das ehemalige Hotelanwesen Togus Springs Hotel, welches zuvor dem Unternehmer Horace Beals gehörte. Dieser plante an der Stelle einen Badeort zu errichten. Grundlage sollte die Mineralwasserquelle sein. Er baute ein Hotel, Ställe, Freizeitstätten und ein Badehaus, eine Rennstrecke und Zufahrten. Das Resort wurde im Jahr 1859 eröffnet, doch durch den Sezessionskrieg kam es nicht zu einer wirtschaftlichen Blüte und im Jahr 1863 wurde es geschlossen. Beals starb kurz nach dem Konkurs und die Regierung kaufte das Anwesen. Aus diesen ersten Anfängen entwickelte sich das Gelände zu einer medizinischen Einrichtung mit Versorgungs- und Rehabilitationsmöglichkeiten für Veteranen der U.S. Streitkräfte.
Angegliedert befindet sich der Togus National Cemetery, ein heute nicht mehr belegter Friedhof, auf dem 5373 Soldaten bestattet sind. Er wird ebenfalls vom Kriegsveteranenministerium der Vereinigten Staaten betreut.

### Einwohnerentwicklung
| Volkszählungsergebnisse – Town of Chelsea, Maine | Volkszählungsergebnisse – Town of Chelsea, Maine | Volkszählungsergebnisse – Town of Chelsea, Maine | Volkszählungsergebnisse – Town of Chelsea, Maine | Volkszählungsergebnisse – Town of Chelsea, Maine | Volkszählungsergebnisse – Town of Chelsea, Maine | Volkszählungsergebnisse – Town of Chelsea, Maine | Volkszählungsergebnisse – Town of Chelsea, Maine | Volkszählungsergebnisse – Town of Chelsea, Maine | Volkszählungsergebnisse – Town of Chelsea, Maine | Volkszählungsergebnisse – Town of Chelsea, Maine |
| Jahr                                             | 1800                                             | 1810                                             | 1820                                             | 1830                                             | 1840                                             | 1850                                             | 1860                                             | 1870                                             | 1880                                             | 1890                                             |
| ------------------------------------------------ | ------------------------------------------------ | ------------------------------------------------ | ------------------------------------------------ | ------------------------------------------------ | ------------------------------------------------ | ------------------------------------------------ | ------------------------------------------------ | ------------------------------------------------ | ------------------------------------------------ | ------------------------------------------------ |
| Einwohner                                        |                                                  |                                                  |                                                  |                                                  |                                                  |                                                  | 1024                                             | 1238                                             | 1537                                             | 2356                                             |
| Jahr                                             | 1900                                             | 1910                                             | 1920                                             | 1930                                             | 1940                                             | 1950                                             | 1960                                             | 1970                                             | 1980                                             | 1990                                             |
| Einwohner                                        | 3092                                             | 3216                                             | 2050                                             | 2210                                             | 2280                                             | 2169                                             | 1893                                             | 2095                                             | 2522                                             | 2497                                             |
| Jahr                                             | 2000                                             | 2010                                             | 2020                                             | 2030                                             | 2040                                             | 2050                                             | 2060                                             | 2070                                             | 2080                                             | 2090                                             |
| Einwohner                                        | 2559                                             | 2721                                             | 2778                                             |                                                  |                                                  |                                                  |                                                  |                                                  |                                                  |                                                  |

## Kultur und Sehenswürdigkeiten

### Bauwerke
In Chelsea wurde das John Davis House 2004 unter Denkmalschutz gestellt und unter der Register-Nr. 83000454 ins National Register of Historic Places aufgenommen.

## Wirtschaft und Infrastruktur

### Verkehr
Die Maine State Route 9 verläuft parallel zum Kennebeck River in nordsüdlicher Richtung durch den Westen von Chelsea. Ebenfalls in nordsüdlicher Richtung verläuft die Maine State Route 226 durch den Osten von Chelsea.

### Öffentliche Einrichtungen
Es gibt keine medizinischen Einrichtungen oder Krankenhäuser in Chelsea. Die nächstgelegenen befinden sich in Gardiner und Augusta.
In Chelsea befindet sich keine Bücherei, die nächstgelegenen sind in Augusta, Hallowell und Gardiner.

### Bildung
Chelsea gehört mit  Alna, Palermo, Somerville, Westport Island, Whitefield und Windsor zum Sheepscot Valley School District, RSU 12.
Im Schulbezirk werden folgende Schulen angeboten:
- Chelsea Elementary School in Chelsea, mit Schulklassen vom Kindergarten bis 8. Schuljahr
- Palermo Consolidated School in Palermo, mit Schulklassen vom Kindergarten bis 8. Schuljahr
- Somerville Elementary School in Somerville, mit Schulklassen von Pre-Kindergarten bis 6. Schuljahr
- Whitefield Elementary School in Whitefield, mit Schulklassen vom Kindergarten bis 8. Schuljahr
- Windsor Elementary School in Windsor, mit Schulklassen vom Pre-Kindergarten bis 5. Schuljahr